# トニ・タウレル
トニ・タウレル（Toni Tauler）ことアントニオ・タウレル・リュイ（Antonio Tauler Llull、1974年4月11日 - ）は、スペイン・パルマ・デ・マヨルカ出身の自転車競技（ロードレース）選手。

## 経歴
2001年から2003年にはスペイン・タイムトライアル選手権で3年連続2位となった。2006年にはスペイン・タイムトライアル選手権で優勝した。2008年には中国で開催された2008年北京オリンピックに出場し、ホアン・リャネラスと組んだ男子マディソンで銀メダルを獲得した。

## 所属チーム
- 1998 Ros Mary - Amica Chips
- 1999-2003 Kelme-Costa Blanca
- 2004-2006 Illes Balears-Caisse d'Epargne
- 2006 3 Molinos Resort